# 榮進之光
榮進之光（日語：エイシンヒカリ），是日本純種競賽馬匹，競賽生涯活躍於一哩及中距離賽事，曾於2015年勝出香港盃及於2016年勝出伊斯巴翰錦標。

## 出賽前
2011年5月3日出生於北海道新日高町木田牧場，成長途中被馬主公司榮進堂購入。
其後交由栗東訓練中心練馬師坂口正則訓練。

## 競賽生涯

### 3歲
2014年4月26日出戰京都競馬場3歲未勝利戰，比賽初段隨即搶佔有利位置推進，進入比賽後半後開始發力拉高步速。進入直路後，其於所在位置瞬間衝出並超越前方賽駒，最終不斷拉開對手下以5馬位優勢取得首勝。
其後連續出戰3歲500萬獎金以下條件戰、三木特別及月光讓賽，均以優秀的領放戰術壓制對手，最終以無敗的姿態達成四連勝。
雖然此後其被認為是當年菊花賞有力奪魁的候選賽駒之一，但陣營標明因長途適性的疑慮下將不會安排其出戰菊花賞，並確認其第五戰將繼續為1800米或2000米的賽事。
10月19日出戰公開賽愛爾蘭盃，面對對領放馬不不利的東京競馬場2000米賽道，其仍然選擇以高速領放，並於前1000米做出58.2秒的快步速。進入直路後，雖然其不斷向右邊斜行造成嚴重外閃，但其仍然憑借自身不俗的速度及前半段累積的巨大優勢領先對手，最終以3 1/2馬位奪得五連勝。
12月13日出戰三級賽挑戰盃，為其首次出戰分級賽事。然而於本次比賽中，其採用領放戰術下於直路突然失速，最終以第九吞下生涯首敗。

### 4歲
2015年年初休養下於5月16日復出出戰都大路錦標，狀態恢復下成功以領放戰術拋離對手，最終以1 1/4馬位戰勝第二的雄偉駒取得勝利。
6月14日出戰葉森盃，本次比賽其繼續採用領放戰術，但步速明顯被以往賽事較慢。進入直路後，其仍然保持於先頭位置逐步發力，最終成功壓制後方緊迫的神燈光照，以頸位差距奪得首個分級賽冠軍。
有秋後以每日王冠作為起動戰，雖然比賽初段以較快的步速帶領馬群前進，但於進入直路後仍然可以跑出後600米34.0秒的不俗末腳速度，最終突破後方壓力之下以1 1/4馬位取勝。
11月1日乘勢出戰秋季天皇賞，由於比賽初段，亞瑟神劍以更凌厲的姿態搶佔先頭位置，因而榮進之光選擇於第二跟隨對手前進。然而進入直路後，其無法維持初段的速度，最終失速之下被其他賽駒超越以第九落敗。
其後陣營安排其遠征香港，以香港盃作為目標。比賽開始後，其隨即以優秀的反應衝出並成功進佔領放位置，於比賽途中一直堅守於最前方，最終亦能保持優勢，直達終點，以1馬位戰勝同為日本馬的新紀錄，取得首個一級賽冠軍。

### 5歲
進入2016年，陣營原定目標為瞄準同於沙田馬場舉行的女皇盃，但於榮進之光狀態不佳下避戰，最終更改計劃為遠征歐洲。
5月24日於法國出戰伊斯巴翰錦標，面對爛地之下榮進之光仍然順利出閘並壓制外檔的號令天下，成功搶佔領先位置進行領放。進入直路後，其亦以優秀的反應嚮應鞍上人武豐的指揮逐步加速，最終進入全速狀態下一舉拋離後方賽駒8馬位再度取得一級賽優勝。
其後按照計劃轉戰英國出戰威爾士親王錦標，然而其於領放途中稍為搶口越走越快，最終於直路上耗盡體力瞬間失速，以包尾第六大敗。
回國後以出戰上年度大敗的秋季天皇賞，比賽初段選擇以慢放展開，於前1000米做出約莫60.8秒的步速。但進入直路後，其並未如想像般繼續進行衝刺，意思於直路中段經已逐步失速，最終以第十二的戰績完賽。
12月11日再度遠征香港出戰香港盃，並以此作為退役戰。比賽開始後，其繼續採用自身擅長的領放戰術，做出快步速之餘更於直路入口竟然領先後方主馬群約7馬位的優勢。仍然進入直路後，其速度逐漸降低，於最後200米被滿樂時超越後進一步失去衝勁，最終沉底之下以第十落敗。
回國後按照計劃退役，並於2017年1月12日取消日本中央競馬會的賽駒註冊。

### 詳細賽績
| 日期       | 舉辦國家/地區 | 馬場   | 距離   | 級別 | 賽事名稱         | 負重 | 騎師     | 馬號 | 出馬 | 名次 | 時間     | 頭馬（二馬）           |
| ---------- | ------------- | ------ | ------ | ---- | ---------------- | ---- | -------- | ---- | ---- | ---- | -------- | ---------------------- |
| 26/4/2014  | 日本          | 京都   | 草1800 |      | 3歲未勝利        | 56   | 岩田康誠 | 7    | 18   | 1    | 1:45.7   | （Curren Vittoria）    |
| 18/5/2014  | 日本          | 京都   | 草1800 |      | 3歲500萬獎金以下 | 56   | 和田龍二 | 5    | 8    | 1    | 1:45.5   | （尊榮獨享）           |
| 7/6/2014   | 日本          | 阪神   | 草1800 |      | 三木特別         | 54   | 岩田康誠 | 8    | 11   | 1    | 1:47.8   | （Marutaka Cyclennon） |
| 28/9/2014  | 日本          | 阪神   | 草1800 |      | 月光讓賽         | 54   | 岩田康誠 | 7    | 14   | 1    | 1:47.8   | （Sumidero Canyon）    |
| 19/10/2014 | 日本          | 東京   | 草2000 | OP   | 愛爾蘭盃         | 54   | 橫山典弘 | 2    | 8    | 1    | 1:58.3   | （X Mark）             |
| 13/11/2014 | 日本          | 阪神   | 草1800 | GIII | 挑戰盃           | 56   | 岩田康誠 | 4    | 12   | 9    | 1:46.8   | 東瀛明星               |
| 16/5/2015  | 日本          | 京都   | 草1800 | OP   | 都大路錦標       | 57   | 武豐     | 1    | 13   | 1    | 1:45.7   | （雄偉駒）             |
| 14/6/2015  | 日本          | 東京   | 草1800 | GIII | 葉森盃           | 56   | 武豐     | 6    | 13   | 1    | 1:45.4   | （神燈光照）           |
| 11/10/2015 | 日本          | 東京   | 草1800 | GII  | 每日王冠         | 56   | 武豐     | 13   | 13   | 1    | 1:45.6   | （解密精英）           |
| 1/11/2015  | 日本          | 東京   | 草2000 | GI   | 秋季天皇賞       | 58   | 武豐     | 9    | 18   | 9    | 1:59.1   | 朗日清天               |
| 13/12/2015 | 香港          | 沙田   | 草2000 | GI   | 香港盃           | 57   | 武豐     | 11   | 13   | 1    | 2:00.60  | （新紀錄）             |
| 24/5/2016  | 法國          | 尚蒂伊 | 草1800 | GI   | 伊斯巴翰錦標     | 58   | 武豐     | 3    | 9    | 1    | 1:53.29  | （大利盈）             |
| 15/6/2016  | 英國          | 雅士谷 | 草2000 | GI   | 威爾斯親王錦標   | 57   | 武豐     | 1    | 6    | 6    | 紀錄缺失 | 築夢揚帆               |
| 30/10/2016 | 日本          | 東京   | 草2000 | GI   | 秋季天皇賞       | 58   | 武豐     | 1    | 15   | 12   | 2:00.6   | 滿樂時                 |
| 11/12/2016 | 香港          | 沙田   | 草2000 | GI   | 香港盃           | 57   | 武豐     | 1    | 12   | 10   | 2:02.18  | 滿樂時                 |

## 退役後
退役後，榮進之光成為了配種馬，於北海道新冠町大紅牧場休養，在2017年進行配種，首批子嗣於2018年出生。首批子嗣可於2020年出賽。
2020年9月16日被轉移至北海道浦河町East Stud，並於2021年開始在此進行配種。

## 血統簡介
父系大震撼爲日本賽駒，爲日本賽馬史上第二匹無敗三冠馬，生涯出戰十四場賽事僅得兩場未能勝出，退役後配種成績亦極爲優秀。祖父週日寧靜是美國三冠賽雙冠馬，退役後在日本配種，在日本馬壇相當成功，贏得多項分級賽事，其子嗣贏得巨額獎金。
母系Catalina為美國賽駒，生涯僅勝出三場賽事且均為一般賽。外祖父爲美國著名種馬雷貓，爲1990年代最具代表性的種馬之一。

### 血統表
| 父線：週日寧靜系（Halo系）       |                              |                 |                 |
| 種馬 大震撼 2002年（棗色）       | 週日寧靜 1986年（棕色）      | Halo            | Hail to Reason  |
| 種馬 大震撼 2002年（棗色）       | 週日寧靜 1986年（棕色）      | Halo            | Cosmah          |
| 種馬 大震撼 2002年（棗色）       | 週日寧靜 1986年（棕色）      | Wishing Well    | Understanding   |
| 種馬 大震撼 2002年（棗色）       | 週日寧靜 1986年（棕色）      | Wishing Well    | Mountain Flower |
| 種馬 大震撼 2002年（棗色）       | 風中秀髮 1991年（棗色）      | Alzao           | 利法爾          |
| 種馬 大震撼 2002年（棗色）       | 風中秀髮 1991年（棗色）      | Alzao           | Lady Rebecca    |
| 種馬 大震撼 2002年（棗色）       | 風中秀髮 1991年（棗色）      | Burghclere      | Busted          |
| 種馬 大震撼 2002年（棗色）       | 風中秀髮 1991年（棗色）      | Burghclere      | Highclere       |
| 繁殖雌馬 Catalina 1994年（灰色） | 雷貓 1983年（深棗色）        | 雷鳥            | 北地舞人        |
| 繁殖雌馬 Catalina 1994年（灰色） | 雷貓 1983年（深棗色）        | 雷鳥            | South Ocean     |
| 繁殖雌馬 Catalina 1994年（灰色） | 雷貓 1983年（深棗色）        | Terlingua       | 秘書處          |
| 繁殖雌馬 Catalina 1994年（灰色） | 雷貓 1983年（深棗色）        | Terlingua       | Crimson Saint   |
| 繁殖雌馬 Catalina 1994年（灰色） | Carolina Saga 1980年（灰色） | Caro            | Fortino         |
| 繁殖雌馬 Catalina 1994年（灰色） | Carolina Saga 1980年（灰色） | Caro            | Chambord        |
| 繁殖雌馬 Catalina 1994年（灰色） | Carolina Saga 1980年（灰色） | Key to the Saga | Key to the Mint |
| 繁殖雌馬 Catalina 1994年（灰色） | Carolina Saga 1980年（灰色） | Key to the Saga | Sea Saga        |
| 雌系：號族：16-g                 |                              |                 |                 |
| 五代內近親交配：北地舞人 5×4     |                              |                 |                 |

## 命名由來
名字中，A Shin（エイシン）是馬主平井宏承和榮進堂之冠名，出自公司名字，Hikari（ヒカリ）則出自日本特別急行列車光號。

## 外部連結
- 榮進之光 netkeiba.com （页面存档备份，存于）
- 血統表 （页面存档备份，存于）